# 特倫托主教座堂

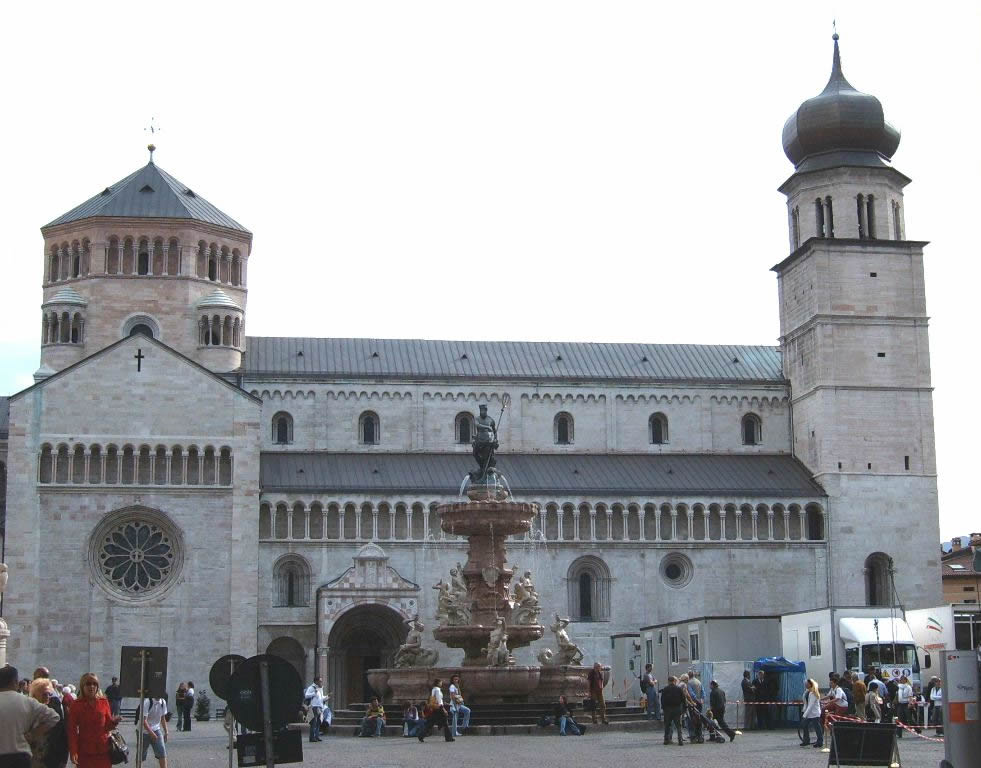
特倫托主教座堂

特倫托大教堂（義大利語：Cattedrale di San Vigilio）是位於義大利北部城市特倫托的一座羅馬天主教的教堂，也是天主教特倫托總教區的主教座堂。歷史可以追溯至6世紀。教堂擁有14世紀的壁畫以及大型的花窗。
1913年3月，教宗庇护十世将该堂升格为宗座圣殿。